# Sławomir Mocek
Sławomir Marcin Mocek (ur. 27 października 1976 w Lesznie) – polski szermierz, florecista, drużynowy mistrz świata i drużynowy mistrz Europy, dwukrotny uczestnik letnich igrzysk olimpijskich.

## Życiorys
Szermierkę trenował w klubie Polonia Leszno. Był drużynowym mistrzem świata i drużynowym mistrzem Europy we florecie. Dwukrotnie uczestniczył w letnich igrzyskach olimpijskich. Laureat plebiscytu „Przeglądu Sportowego” w kategorii „najpopularniejszy sportowiec regionu leszczyńskiego” w 1995, 1998, 1999, 2000. Karierę sportową oficjalnie zakończył 23 listopada 2012.
Ukończył studia na AWF w Poznaniu. Zajął się prowadzeniem własnej działalności gospodarczej. W 2006 i 2010 uzyskiwał mandat radnego rady miejskiej w Lesznie, reprezentując Platformę Obywatelską. W 2014 z powodzeniem ubiegał się o reelekcję z ramienia komitetu PL 18 (konkurencyjnego wobec PO, za co został wykluczony z partii). W 2015 kandydował do Senatu, zajmując 5. (przedostatnie) miejsce w okręgu. W 2018 i 2024 był również wybierany na radnego Leszna. W 2023 wystartował do Sejmu z ramienia Bezpartyjnych Samorządowców.

## Osiągnięcia sportowe
Mistrzostwa Polski
- mistrzostwo drużynowo: 1996 (do lat 20), 2002
- mistrzostwo indywidualnie: 1996 (do lat 20), 2002, 2003, 2006

Mistrzostwa Europy
- mistrzostwo drużynowo: 2008

Mistrzostwa świata
- mistrzostwo drużynowo: 1996 (do lat 20), 1998

Igrzyska olimpijskie
- Sydney 2000: 15. miejsce w turnieju indywidualnym, 4. miejsce w turnieju drużynowym
- Pekin 2008: 12. miejsce w turnieju indywidualnym